# Шейн Доун
Шейн Доун (Доан) (англ. Shane Doan; 10 жовтня 1976, м. Галкірк, Канада) — канадський хокеїст, правий нападник. 
Виступав за «Камлупс Блейзерс» (ЗХЛ), «Вінніпег Джетс», «Аризона Койотс» та «Спрингфілд Фелконс» (АХЛ).
В чемпіонатах НХЛ — 1540 матчів (402+570), у турнірах Кубка Стенлі — 55 матчів (15+13).
У складі національної збірної Канади учасник зимових Олімпійських ігор 2006 (6 матчів, 2+1), учасник чемпіонату світу 1999, 2003, 2005, 2007, 2008 і 2009 (49 матчів, 13+20), учасник Кубка світу 2004 (6 матчів, 1+1). 
Досягнення
- Чемпіон світу (2003, 2007), срібний призер (2005, 2008, 2009)
- Володар Кубка світу (2004)
- Учасник матчу всіх зірок НХЛ (2004, 2009).